# Милан Барош
Милан Барош (чеш. Milan Baroš; Валашке Мезиричи, 28. октобар 1981) је бивши чешки фудбалер и репрезентативац.

## Каријера

### Ливерпул
Барош се придружио Ливерпулу 2002. и добио дрес са бројем 5. Његов деби у Лиги Шампиона је био у гостима против Барселоне. То је био његов једини наступ у сезони 2001-02. Следеће сезоне, Барош је постигао два гола на свом дебију у гостима Болтону и завршио сезону са 12 голова за клуб. То је укључивало и победу 6-0 над Вест Бромич Албионом који је испао 26. априла 2003.

### Олимпик Лион
Дана 26. јануара 2007, Барош је потписао уговор са француским тимом Олимпик Лионом. Заменио је нападача Џона Керјуа, који се придружио Астон Вили на три и по године. Дана 24. јануара 2007. је имао деби за Лион против Бордоа.

### Портсмут (позајмица)
Барош је одиграо значајну улогу у клубу при освајању ФА купа 2008. Он је постигао одлучујући пенал у четвртфиналу против Манчестер Јунајтеда и асистирао Нванкво Кануу за одлучујући гол у полуфиналу против Вест Бромвич Албиона.

### Галатасарај
У августу 2008, Барош се придружио турском шампиону Галатасарају из Лиона за накнаду од 7 милиона евра, где је играо са бившим саиграчем из Ливерпула Харијем Кјуелом. Он је одиграо свој први меч за Галатасарај против Кајсериспора, у последњих 15 минута. Барош је постигао свој 19. гол и направио свој 21. наступ 8. јануара 2009.